# Class of '61
Pour les articles homonymes, voir Class.
Pour plus de détails, voir Fiche technique et Distribution.
Class of '61 est un téléfilm américain de Gregory Hoblit diffusé en 1993 à la télévision.

## Synopsis
Trois amis, récemment diplômés de West Point, deviennent ennemis pendant la Guerre de Sécession.

## Fiche technique
- Réalisation : Gregory Hoblit
- Scénario : Jonas McCord
- Musique : John Debney
- Image : Janusz Kaminski
- Montage : David Rosenbloom
- Distribution des rôles : Hank McCann
- Producteurs exécutifs : Jonas McCord et Steven Spielberg
- Genre : Aventure
- Son : Stéréo
- Image : Couleur
- Société de production : Amblin Entertainment
- Année : 1993
- Pays :  États-Unis
- Date de diffusion : 12 avril 1993 (USA)

## Distribution
- Christien Anholt : Terry O'Neil
- Andre Braugher : Lucius
- Dan Futterman : Shelby Peyton
- Josh Lucas : George Armstrong Custer
- Clive Owen : Devin O'Neil
- Sophie Ward : Shannon O'Neil
- Sue-Ann Leeds : Rose O'Neal Greenhow
- Laura Linney : Lily Magraw
- Niall O'Brien : James O'Neil (Da)
- Len Cariou : Dr Peyton
- Dana Ivey : Mme Peyton
- Mark Pellegrino : Skinner
- Paul Guilfoyle
- Stephen Root
- Lorraine Toussaint

## Autour du téléfilm
- Premier long-métrage pour la télévision pour Gregory Hoblit, qui est connu dans le monde de la télévision pour avoir produit quelques épisodes de la série Capitaine Furillo et la série New York Police Blues, tout en réalisant certains épisodes.
- Laura Linney, alors jeune actrice connue dans le monde du théâtre grâce à son rôle de Grete dans Sight Unseen en 1992 et qui venait de tourner son premier film - en tant que second rôle - dans Lorenzo,  débute à la télévision grâce à ce téléfilm. Mais c'est avec Les Chroniques de San Francisco, la même année, qu'elle obtient la consécration. À noter que Gregory Hoblit et Laura Linney se retrouveront pour le premier long-métrage cinématographique d'Hoblit : Peur primale en 1995.
- Steven Spielberg en est le producteur exécutif, car Amblin Entertainment, sa compagnie en est le distributeur.
- À noter les débuts de Clive Owen, connu grâce à en autres Sin City, La Mémoire dans la peau et Les Fils de l'homme quelques années plus tard.